# Wałerij Pustowojtenko
Wałerij Pawłowycz Pustowojtenko, ukr. Валерій Павлович Пустовойтенко (ur. 23 lutego 1947 w Adamiwce w obwodzie mikołajowskim) – ukraiński polityk i inżynier, deputowany, minister, w latach 1997–1999 premier Ukrainy.

## Życiorys
Kształcił się w szkole rzemieślniczej w Odessie, pracował następnie jako tokarz, po czym odbył służbę wojskową. Później zatrudniony jako mechanik na odeskiej politechnice, jednocześnie podjął studia wieczorowe na tej uczelni. Na początku lat 70. wraz z żoną przeprowadził się do Dniepropetrowska. Pracował tam jako kierownik szkoleń, uzyskał dyplom inżyniera mechanika w instytucie inżynierii i budownictwa w tym mieście. Doktoryzował się w zakresie nauk technicznych. Był zatrudniony w przedsiębiorstwie przemysłowym w Dniepropetrowsku, w którym obejmował stanowiska głównego inżyniera i dyrektora.
Od 1986 był przewodniczącym jednej z rad rejonowych. W 1987 został wiceprzewodniczącym komitetu wykonawczego rady miejskiej. W latach 1989–1993 kierował administracją miejską. W 1990 uzyskał mandat posła do Rady Najwyższej. Od kwietnia do września 1993 był ministrem gabinetu ministrów. Później działał w instytucjach sektora budowlanego i bankowego. Był też współtwórcą i pierwszym przewodniczącym Związku Miast Ukrainy. Od lipca 1994 do lipca 1997 po raz drugi zajmował stanowisko ministra gabinetu ministrów. Od lipca 1997 do grudnia 1999 sprawował urząd premiera. W latach 1999–2006 przewodniczył Partii Ludowo-Demokratycznej. W 1998 wybrany po raz drugi na posła, nie objął jednak mandatu. W rządzie Anatolija Kinacha od czerwca 2001 do kwietnia 2002 pełnił funkcję ministra transportu. W latach 2002–2006 ponownie zasiadał w parlamencie. W 2006 przez kilka miesięcy był zastępcą przewodniczącego Kijowskiej Miejskiej Administracji Państwowej.

## Odznaczenia
- Zasłużony Budowniczy Ukrainy (1995)
- Medal Honorowy Prezydenta Ukrainy (1996)[3]
- Order Księcia Jarosława Mądrego V klasy (1999)[4]
- Order Księcia Jarosława Mądrego IV klasy (2002)
- Order Księcia Jarosława Mądrego III klasy (2011)[5]
- Medal jubileuszowy „25 lat niepodległości Ukrainy” (2016)[6]
- Krzyż Wielki Orderu Infanta Henryka (Portugalia, 1998)[7]